# Rachel Rising
Rachel Rising é uma revista em quadrinhos americana, publicada de forma independente desde agosto de 2011 pelo seu próprio criador, o escritor e desenhista Terry Moore. A serie tem como protagonista Rachel, uma mulher que "acorda" após ter sido assassinada e enterrada em uma cova rasa.
As obras de Moore se caracterizam pela presenca de mulheres de personalidade forte como protagonistas, ainda que ele adote diferentes generos para cada uma: Rachel Rising segue o gênero "terror", algo consideravelmente diferente da ficção científica de Echo e da comédia romântica de Strangers in Paradise. Em 2012, Rachel Rising foi indicada ao Eisner Award, na categorias de "Melhor Série" e no ano seguinte foram anunciados planos para a produção de uma série de televisão baseada na revista.